# Autobianchi A112 Pininfarina Giovani
L'Autobianchi A112 Giovani è un prototipo - concept di autovettura targa, realizzato dalla Pininfarina in esemplare unico nel 1973 su meccanica "A112 Abarth".

## Il progetto
Nell'ideare questa special destinata a una clientela di giovani, la Pininfarina si prefisse l'obbiettivo di realizzare una vettura dalla linea accattivante, con buone prestazioni e dall'utilizzo prevalentemente ludico, ma anche con costi di costruzione e di gestione molto contenuti.
Quale base di partenza venne scelto l'autotelaio dell'Autobianchi A112, una vettura affidabile e costruita in grande serie, economica e di piccola cilindrata, particolarmente apprezzata dalla clientela giovanile, specie nella sua versione Abarth.
Il risultato fu uno spider con tettuccio rigido amovibile a due posti secchi, dalle linee squadrate, a metà tra un'auto da rally e una spiaggina.

## Il prototipo
La carrozzeria appare visivamente formata da due gusci sovrapposti, ove quello inferiore è più largo del superiore. Questa differenza di sezioni crea un aggetto che perimetra l'intero veicolo sulla linea di cintura, ad eccezione della parte frontale, permettendo di ospitare una robusta struttura di protezione attorno all'abitacolo.
Il frontale è caratterizzato dalla calandra a proiettori incassati e dalla presa d'aria decentrata per il radiatore, sagomata a logo Autobianchi. La parte posteriore, del tipo a coda tronca, è formata da un roll-bar di generosa sezione che delimita un ampio lunotto termico. Gli interni, per rispettare i propositi progettuali della vettura, risultano estremamente essenziali, compresi gli austeri ed eleganti sedili in ferro e plastica. In plastica anche il cruscotto, i rivestimenti interni, i paraurti e il tettuccio asportabile.  
Ogni particolare venne studiato per ridurre il peso e i costi di costruzione, evitando le dotazioni non strettamente necessarie e recuperando tutta la componentistica possibile dalla produzione di serie.
Tra le assenze più evidenti, quella del portellone posteriore per l'accesso al pur ampio bagagliaio, posto dietro i sedili. I gruppi ottici anteriori sono stati mutuati dalla Fiat 127,  le maniglie delle porte dalla Lancia Gamma, mentre le maniglie dei finestrini sono gli stessi delle "A112" di serie. Le ruote, i tergicristalli, e la strumentazione sono presi dalla "A112 Abarth"; quest'ultima è caratterizzata da tachimetro e contagiri circolari di ampie dimensioni, anche provvisti di contachilometri, livello carburante e termometro acqua, posizionati dietro al volante e il gruppo voltmetro, termometro e manometro olio, di diametro minore, posti in centro alla plancia.
Il prototipo era già studiato per l'immediata industrializzazione, ma nonostante il gradimento mostrato dal pubblico e dalla stampa specializzata, la "A112 Giovani" non giunse alla fase produttiva.

## Curiosità
Il prototipo "A112 Giovani", da tempo annunciato, fu completato il giorno precedente al debutto. Molto atteso dalla stampa di settore, il veicolo sollevò immediato clamore per risultare assente all'apertura del Salone dell'automobile di Ginevra. Venne esposto nello stand Autobianchi diverse ore dopo l'inaugurazione, essendo rimasto bloccato alla frontiera elvetica a causa di uno sciopero dei doganieri italiani.